# How to Become Clairvoyant
How to Become Clairvoyant es el quinto álbum de estudio del músico canadiense Robbie Robertson, publicado por 429 Records el 5 de abril de 2011.
El álbum supone el primer trabajo discográfico de Robertson en 13 años, desde la publicación en 1998 de Contact from the Underworld of Redboy, y el primer álbum de música rock desde Storyville tras su incursión a finales de la década de 1990 en la música nativa americana con la publicación de Music for the Native Americans.
Tras su publicación, How to Become Clairvoyant se convirtió en el trabajo de Robbie Robertson mejor valorado por la crítica musical y en su mayor éxito desde la disolución de The Band, alcanzando el puesto 13 en la lista estadounidense Billboard 200 y el 8 en la lista de éxitos de Canadá.

## Historia
How to Become Clairvoyant surgió tras la participación de Robertson en el Crossroads Guitar Festival de Eric Clapton el 28 de julio de 2007, donde tocó la canción «Who Do You Love». Desde la publicación de su último trabajo de estudio, Contact from the Underworld of Redboy, Robertson había centrado su actividad en la producción cinematográfica en varios proyectos de Martin Scorsese y en su trabajo como productor ejecutivo de DreamWorks Records hasta su compra por Universal Music Group en 2003. Su única grabación original en diez años fue «Shine Your Light», usada como banda sonora de la película Ladder 49.
El proyecto comenzó como una colaboración con Clapton, que participó previamente en 1976 en el concierto de despedida de The Band, filmado y publicado en The Last Waltz. La amistad entre ambos continuó a lo largo de los años con varias colaboraciones: en 1986, Robertson y Clapton compusieron «It's In The Way That You Use It», usada en la banda sonora de la película El color del dinero, dirigida por Martin Scorsese. Varios años después, trabajando como productor ejecutivo de la película Phenomenon, Robertson convenció a Clapton de que grabase la canción «Change the World» para su banda sonora. La canción se alzó con el Grammy a la canción del año en 1997.
La primera noticia del proyecto entre Robertson y Clapton fue publicada en el diario Winnipeg Sun en marzo de 2008. Sin embargo, la colaboración de Robertson con Scorsese en otros proyectos cinematográficos como Shutter Island prolongó la grabación del álbum durante un par de años. Tras su trabajo en Shutter Island, Robertson retomó la grabación de How to Become Clairvoyant en los Olympic Studios de Londres, colaborando con músicos como Steve Winwood, Trent Reznor, Tom Morello, Robert Randolph, Rocco Deluca, Pino Palladino e Ian Thomas. La grabación de How to Become Clairvoyant se completó a finales de 2010. 

## Recepción
Publicado el 5 de marzo de 2011, How to Become Clairvoyant se convirtió en el mayor éxito de la carrera en solitario de Robbie Robertson tras la disolución de The Band. El álbum alcanzó el puesto 13 en la lista estadounidense Billboard 200, superando el puesto de su álbum debut, Robbie Robertson. También en Estados Unidos el álbum alcanzó el puesto 5 en las listas Top Rock Albums y Top Independent Albums de Billboard. En Canadá, How to Become Clairvoyant alcanzó el puesto 8 en la lista de álbumes mejor vendidos.
Además del éxito comercial, How to Become Clairvoyant obtuvo también reseñas positivas por parte de la crítica musical. La revista Rolling Stone describió el álbum como «un matrimonio sin costuras entre la tradición y la innovación. Hay referencias a Melville en el dance rock «He Don't Live Here No More», el tributo a dioses de la guitarra en «Axman», e invitados desde Tom Morello hasta Eric Clapton. Lo más llamativo es oír la veterana voz de Robertson evocando sus días con The Band en «When The Night Was Young», con una melodía parecida a «The Weight»». Además, fue elegido por la revista como el décimo mejor álbum del año 2011. Por otra parte, el diario Springfield Republican lo definió como «su mejor álbum desde la publicación en 1987 de Robbie Robertson», mientras que la revista online española Efe Eme definió el álbum como «de una belleza incalculable. También por su fuerza, profundidad y accesibilidad a partes iguales, pero sobre todo porque le redime entre la parroquia más roquera».
No obstante, otras reseñas ofrecen una visión más crítica del álbum y lo definen como un trabajo de menor relevancia en la carrera de Robertson. Según Thom Jurek: «How to Become Clairvoyant es un álbum a veces convincente, aunque está también viciado, con momentos de belleza contrarrestados por letras infladas y excesos en la producción. En última instancia, se siente como un ejercicio de autojustificación y como una revelación personal». Por otra parte, la revista Mojo publicó una reseña en la que comentó acerca del álbum: «Robertson canta cada canción con una intimidad reseca que parece falta de afectividad con el paso de los años».
Además de la edición estándar, How to Become Clairvoyant fue publicado en edición de coleccionista limitada a 2 500 copias y disponible a través de la web oficial de Robertson. La versión de coleccionista incluye el álbum en formato de vinilo, CD y digital con diez temas extra, así como un DVD con varias pistas de tres canciones, un libro, litografías de Richard Prince, Anton Corbijn y David Jordan Williams y una baraja de cartas del tarot diseñadas específicamente para la colección. El primer sencillo del álbum fue «He Don't Live Here No More», estrenado el 24 de enero de 2011 previo a la publicación del álbum. Un segundo sencillo, «Fear of Falling», fue publicado el 20 de junio.

## Promoción
Sin intención de emprender una gira, Robertson promocionó el álbum interpretando varios temas en programas de televisión, con el grupo Dawes como banda de apoyo. Participó en los programas Late Show with David Letterman de la CBS y The View de ABC tocando «He Don't Live Here No More». El 12 de abril tocó «He Don't Live Here No More» y «The Right Mistake» en el programa de la BBC Later... with Jools Holland, y el 9 de junio estrenó con The Roots la canción «Straight Down The Line» en el programa Late Night with Jimmy Fallon. 

## Lista de canciones
Todas las canciones escritas y compuestas por Robbie Robertson excepto donde se anota. 
| N.º | Título                       | Escritor(es)                      | Duración |  |
| 1.  | «Straight Down the Line»     |                                   | 5:19     |  |
| 2.  | «When the Night Was Young»   |                                   | 5:05     |  |
| 3.  | «He Don't Live Here No More» |                                   | 5:46     |  |
| 4.  | «The Right Mistake»          |                                   | 4:30     |  |
| 5.  | «This Is Where I Get Off»    |                                   | 5:09     |  |
| 6.  | «Fear of Falling»            | Eric Clapton, Robbie Robertson    | 5:18     |  |
| 7.  | «She's Not Mine»             |                                   | 4:28     |  |
| 8.  | «Madame X»                   | Eric Clapton                      | 4:46     |  |
| 9.  | «Axman»                      |                                   | 4:36     |  |
| 10. | «Won't Be Back»              | Eric Clapton, Robbie Robertson    | 4:10     |  |
| 11. | «How to Become Clairvoyant»  |                                   | 6:17     |  |
| 12. | «Tango for Django»           | Robbie Robertson, Marius de Vries | 3:50     |  |

## Listas de éxitos
| País (2011)    | Posición |
| -------------- | -------- |
| Canadá         | 8        |
| Estados Unidos | 13       |
| Dinamarca      | 10       |
| Suecia         | 16       |
| Noruega        | 19       |
| Países Bajos   | 44       |
| Japón          | 48       |